# Jaime Lucas Ortega y Alamino
Jaime Lucas Ortega y Alamino (Jagüey Grande, 18 oktober 1936 - Havana, 26 juli 2019) was een Cubaans geestelijke en een kardinaal van de Rooms-Katholieke Kerk.
Ortega y Alamino werd op 2 augustus 1964 priester gewijd. Vervolgens was hij werkzaam in diverse pastorale functies.
Op 4 december 1978 werd Ortega y Alamino benoemd tot bisschop van Pinar del Rio. Zijn bisschopswijding vond plaats op 14 januari 1979. Op 21 november 1981 werd hij benoemd tot aartsbisschop van San Cristobal de la Habana. Van 1988 tot 1998 was hij voorzitter van de Cubaanse bisschoppenconferentie. Van 1995 tot 1999 was hij vicevoorzitter van de Latijns-Amerikaanse Raad van bisschoppen.
Ortega y Alamino werd tijdens het consistorie van 26 november 1994 kardinaal gecreëerd. Hij kreeg de rang van kardinaal-priester. Zijn titelkerk werd de Santi Aquila e Priscilla. Hij nam deel aan de conclaven van 2005 en 2013.
Ortega y Alamino ging op 26 april 2016 met emeritaat. Hij overleed in 2019 op 82-jarige leeftijd.
- Biblioteca Nacional de España: XX1589504
- Gemeinsame Normdatei: 1057080810
- International Standard Name Identifier: 0000 0000 6018 6397
- Library of Congress Control Number: no99049962
- Virtual International Authority File: 87315871
- WorldCat: E39PBJj4pP6KVPq3W93hwvbGHC